# 全国高等学校野球選手権南関東大会
全国高等学校野球選手権南関東大会（ぜんこくこうとうがっこうやきゅうせんしゅけんみなみかんとうたいかい）は、1926年（第12回）から1957年（第39回）まで、府県レベルの大会にとどまった1941年（第27回）を除いて行われた、全国中等学校優勝野球大会および全国高等学校野球選手権大会の地方大会。

## 概要・歴史
1925年（第11回）まで行われていた関東大会が、1926年（第12回）から北関東大会（栃木・群馬・埼玉）と南関東大会（茨城・千葉）に分割された。
1936年（第22回）から茨城と埼玉を入れ替え、前年まで甲神静大会に参加していた神奈川を加えて、南関東大会（埼玉・千葉・神奈川）に編成替えとなった。
1948年（第30回）から神奈川の単独代表が認められて、南関東大会（埼玉・千葉）に再編。
一府県一代表が認められた1958年（第40回）を挟んで、1959年（第41回）以降も静岡の単独代表が認められたことを受けて、埼玉は1957年（第39回）まで山静大会に参加していた山梨と西関東大会、千葉は1957年（第39回）まで北関東大会に参加していた茨城と東関東大会をそれぞれ編成することとなり、南関東大会は1957年（第39回）を最後に消滅した。
南関東大会は27回行われ、編成替えにより参加回数に違いはあるが、茨城県勢（10回参加）の優勝4回、埼玉県勢（17回参加）の優勝3回、千葉県勢（27回参加）の優勝18回、神奈川県勢（7回参加）の優勝2回。

## 歴代代表校
| 年度                 | 参加県             | 大会方式                        | 代表校（出場回数）      | 決勝スコア | 準優勝校   | 全国大会      |
| -------------------- | ------------------ | ------------------------------- | ----------------------- | ---------- | ---------- | ------------- |
| 1926年（第12回大会） | 茨城・千葉         | 10校参加                        | 千葉師範（初出場）      | 8x-7       | 水戸中     | 2回戦（初戦） |
| 1927年（第13回大会） | 茨城・千葉         | 10校参加                        | 茨城商（初出場）        | 7-3        | 千葉中     | 1回戦         |
| 1928年（第14回大会） | 茨城・千葉         | 14校参加                        | 関東中（初出場）        | 3-2        | 龍ヶ崎中   | 2回戦（初戦） |
| 1929年（第15回大会） | 茨城・千葉         | 13校参加                        | 水戸中（初出場）        | 4-2        | 千葉師範   | 2回戦（初戦） |
| 1930年（第16回大会） | 茨城・千葉         | 4校出場 （各県2校）             | 水戸中（2年連続2回目）  | 7-4        | 茨城工     | 2回戦（初戦） |
| 1931年（第17回大会） | 茨城・千葉         | 4校出場 （各県2校）             | 千葉中（初出場）        | 9-8        | 茨城工     | 1回戦         |
| 1932年（第18回大会） | 茨城・千葉         | 4校出場 （各県2校）             | 千葉中（2年連続2回目）  | 5-3        | 茨城工     | 1回戦         |
| 1933年（第19回大会） | 茨城・千葉         | 4校出場 （各県2校）             | 水戸商（6年ぶり2回目）  | 3-2        | 銚子商     | 2回戦         |
| 1934年（第20回大会） | 茨城・千葉         | 4校出場 （各県2校）             | 関東中（6年ぶり2回目）  | 17-4       | 銚子商     | 2回戦（初戦） |
| 1935年（第21回大会） | 茨城・千葉         | 4校出場 （各県2校）             | 千葉中（3年ぶり3回目）  | 5x-4       | 茨城工     | 2回戦         |
| 1936年（第22回大会） | 埼玉・千葉・神奈川 | 8校出場 （各県2校・ 開催県4校） | 千葉中（2年連続4回目）  | 4x-3       | 横浜商     | ベスト8       |
| 1937年（第23回大会） | 埼玉・千葉・神奈川 | 8校出場 （各県2校・ 開催県4校） | 浅野中（初出場）        | 11-0       | 神奈川商工 | 2回戦         |
| 1938年（第24回大会） | 埼玉・千葉・神奈川 | 8校出場 （各県2校・ 開催県4校） | 浅野中（2年連続2回目）  | 1x-0       | 関東中     | ベスト8       |
| 1939年（第25回大会） | 埼玉・千葉・神奈川 | 8校出場 （各県2校・ 開催県4校） | 千葉商（初出場）        | 4-3        | 関東中     | 2回戦（初戦） |
| 1940年（第26回大会） | 埼玉・千葉・神奈川 | 8校出場 （各県2校・ 開催県4校） | 千葉商（2年連続2回目）  | 3-0        | 大宮工     | ベスト8       |
| 1946年（第28回大会） | 埼玉・千葉・神奈川 | 4校出場 （各県1校・ 開催県2校） | 成田中（初出場）        | 5-4        | 横浜商     | 1回戦         |
| 1947年（第29回大会） | 埼玉・千葉・神奈川 | 4校出場 （各県1校・ 開催県2校） | 成田中（2年連続2回目）  | 7-0        | 川崎中     | ベスト4       |
| 1948年（第30回大会） | 埼玉・千葉         | 4校出場 （各県2校）             | 成田（3年連続3回目）    | 1-0        | 本庄       | 1回戦         |
| 1949年（第31回大会） | 埼玉・千葉         | 8校出場 （各県4校）             | 熊谷（初出場）          | 5-3        | 千葉       | 1回戦         |
| 1950年（第32回大会） | 埼玉・千葉         | 8校出場 （各県4校）             | 千葉一（14年ぶり5回目） | 6-1        | 安房一     | 2回戦（初戦） |
| 1951年（第33回大会） | 埼玉・千葉         | 8校出場 （各県4校）             | 熊谷（2年ぶり2回目）    | 5-3        | 佐原一     | 準優勝        |
| 1952年（第34回大会） | 埼玉・千葉         | 8校出場 （各県4校）             | 成田（4年ぶり4回目）    | 6-5        | 川越工     | ベスト4       |
| 1953年（第35回大会） | 埼玉・千葉         | 8校出場 （各県4校）             | 千葉一（3年ぶり6回目）  | 4x-3       | 深谷商     | 2回戦（初戦） |
| 1954年（第36回大会） | 埼玉・千葉         | 8校出場 （各県4校）             | 千葉商（14年ぶり3回目） | 6-0        | 浦和商     | 2回戦         |
| 1955年（第37回大会） | 埼玉・千葉         | 8校出場 （各県4校）             | 成田（3年ぶり5回目）    | 5-3        | 鴻巣       | 2回戦（初戦） |
| 1956年（第38回大会） | 埼玉・千葉         | 8校出場 （各県4校）             | 千葉商（2年ぶり4回目）  | 8-3        | 銚子商     | 2回戦（初戦） |
| 1957年（第39回大会） | 埼玉・千葉         | 8校出場 （各県4校）             | 大宮（初出場）          | 5-2        | 成田       | ベスト4       |

※1941年は中止のため記載せず。